# 三遊亭れん生
三遊亭 れん生（さんゆうてい れんしょう、1972年5月17日 - ）は、吉本興業、落語協会に所属する落語家。本名∶門馬 浩一。

## 経歴
2005年3月、立正大学文学部卒業。
2006年11月21日、三遊亭圓丈に入門し前座となる。前座名は「二子玉川に住んでいた」ため、「玉々丈」。2009年11月に二ツ目昇進。2014年5月11日、目黒区に引っ越したため、「めぐろ」と改名。
2021年3月下席に弁財亭和泉、柳亭燕三、柳家㐂三郎、九代目春風亭柳枝と共に真打昇進、「三遊亭れん生」に改名。
2023年3月27日、親の介護のため休業を発表。2024年、吉本興業の養成所である東京NSCに入学、30期生となる。同期にはドンココなど。2025年、吉本興業に所属し活動を再開した。8月にダイタクを招き復帰記念の落語会を開催。

## 芸歴
- 2006年11月 - 三遊亭圓丈に入門、前座となる。前座名は「玉々丈」。
- 2009年11月 - 二ツ目昇進。
- 2014年5月 -「めぐろ」と改名。
- 2021年3月 - 真打昇進、「三遊亭れん生」に改名。
- 2023年3月 - 親の介護のため休業。
- 2024年 - 吉本興業の養成所である東京NSCに入学、30期生となる。
- 2025年 - 吉本興業に所属。戦後の江戸落語家として初となる。

## 人物
前座名は最初「モンシロ丈」が候補にあった。その後「玉どん」、「玉々丈」の二択となり本人が玉々丈を希望した。「玉々丈」の由来は二子玉川に住んでいたから。命名翌日「もしもし玉々丈ですが…」と圓丈宛に電話が来た。珍名にもすぐ慣れたようだ。
真打名「れん生」は師匠圓丈がタロット占いで「れん生」・「れん丈」の二択で決めた。
師匠圓丈曰く「江戸っ子なのに江戸弁が訛っているのでマジでキレた」。
真打昇進の際、師匠の円丈が体調不良のため手紙での口上となり、毎回口上出演者が手紙を読み上げるという異例の形となった。

## 仕事
- 新作落語コンテスト - アマチュアによる目黒にちなんだ新作落語の募集・発表（主催：目黒区）。目黒区出身ということで、春風亭柳枝（9代目）と共に審査員として参加。2023年の休業以降も引き続き審査に携わる。